# Коцка, Андрей Андреевич
Андрей Андреевич Коцка (укр. Андрій Андрійович Коцка; 23 мая 1911, Ужгород — 3 сентября 1987, Ужгород) — украинский советский живописец. Заслуженный деятель искусств УССР (1971). Народный художник Украинской ССР (1982).

## Биография
В 1931 году окончил публичную школу рисования в Ужгороде. Ученик Адальберта Эрдели и Иосифа Бокшая.
Продолжил обучение на отделении монументальной живописи в Академии изобразительных искусств в Риме, которую окончил в 1942 году.
Член Союза художников Украины с 1946 года. C 1977 — член правления Союза художников СССР и член президиума правления Союза художников УССР.
Участник художественных выставок с 1932 года. Наиболее резонансные выставки — в Москве (1964 г.), Ужгороде (1981 г.), персональная в Москве (1983 г.), персональная в Требишове (Чехословакия, 1984 г.).
Умер в 1987 году в Ужгороде.

## Творчество
Произведения А. Коцки оригинальны по стилю и отличаются безупречным колоритом. Его стиль легко узнаваем. Своеобразной визитной карточкой художника является ряд женских портретов «Гуцулок» и «Верховинок».
В пейзажах Коцки мир становится упорядоченным и обустроенным. Вершины гор округляются и становятся похожими на волны, сливающиеся с далёкой землёй. Домики стоят на склонах гор так, что кажется: не по воле художника, а человеком установлен на земле порядок их размещения. "Весна в Ясенях" (1966) — небольшая лирическая картина. где определённая приглушенность красок органично объединяется с разными яркими цветами. Небольшое горное село уже встретило весну, расцвели сады, зеленью укрыта земля. Весенними стали даже горы, изображенные еле сиреневым и сине-розовым цветами. То ли от солнечных лучей, то ли от растительности, которая расцвела. Лейтмотив картины — всё цветёт и возрождается. Другая картина художника, "Пейзаж" (1970) — с красными и медными крышами домов, синими вершинами гор, белизной снега и юрбой людей, вышедших, очевидно, в воскресный день отдохнуть от тяжелой работы. Круговорот жизни, движение воздуха, людей, природы — всё это создает неповторимый колорит, подчёркнутый реалистичностью изображения. 
В течение 2006–2007 годов из музеев и частных коллекций было украдено несколько его работ. О ценности творчества мастера свидетельствует также то, что из года в год цены на его полотна растут быстрыми темпами. Только за последние 2–3 года они увеличились более чем на 100 % , достигнув десятков тысяч гривен. Уже несколько лет подряд Коцка твёрдо держится в пятерке самых «дорогих» художников Закарпатья.

## Память
- Его именем назван мемориальный музей в Ужгороде.
- В Ужгороде на доме, где проживал художник, имеется мемориальная доска в честь живописца.

## Избранные картины
- Ужгород
- Перечинский базар
- Домой
- Процессия
- Верховинка
- Веснянка
- Полонина Рогнеска (1958)
- Осенние краски (1960)
- Синевирское озеро (1960)
- В Карпатах (1979)

## К 85.14
М 11   М’ясищева, Олена.
   Світ дитинства у портретах Андрія Коцки [Текст] : [вист. нар. художника України під назвою "Дитячий портрет у творчості Андрія Коцки"] / О. М’ясищева // Новини Закарпаття. - 2016. - 17 трав. - С. 2.
ББК К 85.14 М’ЯСИЩЕВА  Діти очима народного художники України А. А. Коцки    .https://uzhgorod.net.ua/news/94651
М’ясищева, Олена.
   Весну на полотнах Андрія Коцки можна нині побачити в музеї [Текст] : [вист. «Весняні мотиви в творчості А. Коцки» в меморіал. будинку–музею худож.] / О. М’ясищева // Новини Закарпаття. - 2014. - 17 трав. - С. 20 : фото
М’ясищева, Олена.
   Пам’ятки дерев’яного зодчества Закарпаття по-особливому виразні у творах Андрія Коцки [Текст] : [вист. нар. худож. України в мемор. будинку-музеї митця] / О. М’ясищева // Новини Закарпаття. - 2015. - 9 черв. - С. 6.
    М’ясищева, Олена.
   Творчість Андрія Коцки невмируща [Текст] / О. М’ясищева // Новини Закарпаття. - 2017. - 7 листоп. - С. 7 : фот.
ББК К 85.14
ББК К 85.14
Рубрики: Художники українські--Коцка Андрій Андрійович--Закарпатська область (Україна), 20 ст.

М’ясищева, Олена.
   "Осінні барви у творчості Коцки" представлять у будинку-музеї художника [Текст] : [темат. вист. полотен нар. художника України] / О. М’ясищева // Новини Закарпаття. - 2018. - 12 трав. - С. 16 : фот. кольор.
7.071.1(477.87)
М 11
   М’ясищева, Олена.
   До 110-ліття Андрія Коцки в його будинку-музеї представлять графіку митця [Текст] / О. М’ясищева // Новини Закарпаття. - 2021. - 22 трав. - С. 7 : фот.
| УДК | 7.071.1(477.87) |

7.071.1(477.87)
М 11
   М’ясищева, Олена.
   Якого кольору сніг у Коцки [Текст] : [нова вист. "Зимові мотиви у творчості А. Коцки" відбудеться у Міжнар. день музеїв] / О. М’ясищева // Новини Закарпаття. - 2019. - 18 трав. - С. 16 : фот.
| УДК | 7.071.1(477.87) |

- Коцка Андрій Андрійович (укр.)